# Liste der Bodendenkmale in Hermsdorf (bei Ruhland)
In der Liste der Bodendenkmale in Hermsdorf sind alle Bodendenkmale der brandenburgischen Gemeinde Hermsdorf und ihrer Ortsteile aufgelistet. Grundlage ist die Veröffentlichung der Landesdenkmalliste mit dem Stand vom 31. Dezember 2020. Die Baudenkmale sind in der Liste der Baudenkmale in Hermsdorf (bei Ruhland) aufgeführt.
|   | Gemarkung        | Flur     | Kurzansprache | Bodendenkmalnummer | Bemerkung | Bild |
| - | ---------------- | -------- | --- | ------------------ | --------- | ---- |
| 1 | Hermsdorf (Lage) | 6, 7, 10 | Dorfkern deutsches Mittelalter, Dorfkern Neuzeit, Turmhügel Neuzeit, Kirche deutsches Mittelalter, Kirche Neuzeit, Friedhof deutsches Mittelalter, Friedhof Neuzeit, Turmhügel deutsches Mittelalter | 80087              |           |      |
| 2 | Hermsdorf (Lage) | 2, 5     | Dorfkern Neuzeit, Dorfkern deutsches Mittelalter | 80088              |           |      |